# クマガイソウ
クマガイソウ（熊谷草、学名：Cypripedium japonicum Thunb.）は、ラン科アツモリソウ属に分類される多年草の1種。大きな花をつけ、扇型の特徴的な葉をつける。
和名の由来は、アツモリソウともに、膨らんだ形の唇弁を昔の武士が背中に背負った母衣に見立て、源平合戦の熊谷直実（くまがい なおざね）と、一ノ谷の戦いで彼に討たれた平敦盛（たいら の あつもり）にあてたものである。

## 特徴
クマガイソウは、北海道南部から九州にかけて分布する。低山の森林内、特に竹林、杉林などに生育し、大きな集団を作る。草丈は40cmくらいまで、葉は対生するように二枚つき、それぞれ扇型の特徴的な形をしている。

花はその間から伸びた茎の先につき、横を向く。花弁は5枚の細い楕円形で緑色を帯び、唇弁は10cmに大きく膨らんだ袋状で、白く、紫褐色の模様がある。唇弁の口は左右から膨らんで狭まっている。

## 栽培
クマガイソウの地下茎は節間が長く、全長はしばしば1m以上になる。
適地であれば地植え栽培が可能ではある。

## 種の保全状況評価と保護活動
日本では環境省により、レッドリストの絶滅危惧II類（VU）の指定を受けていて、多くの都道府県で、レッドリストの指定を受けている。
絶滅危惧II類 (VU)（環境省レッドリスト）

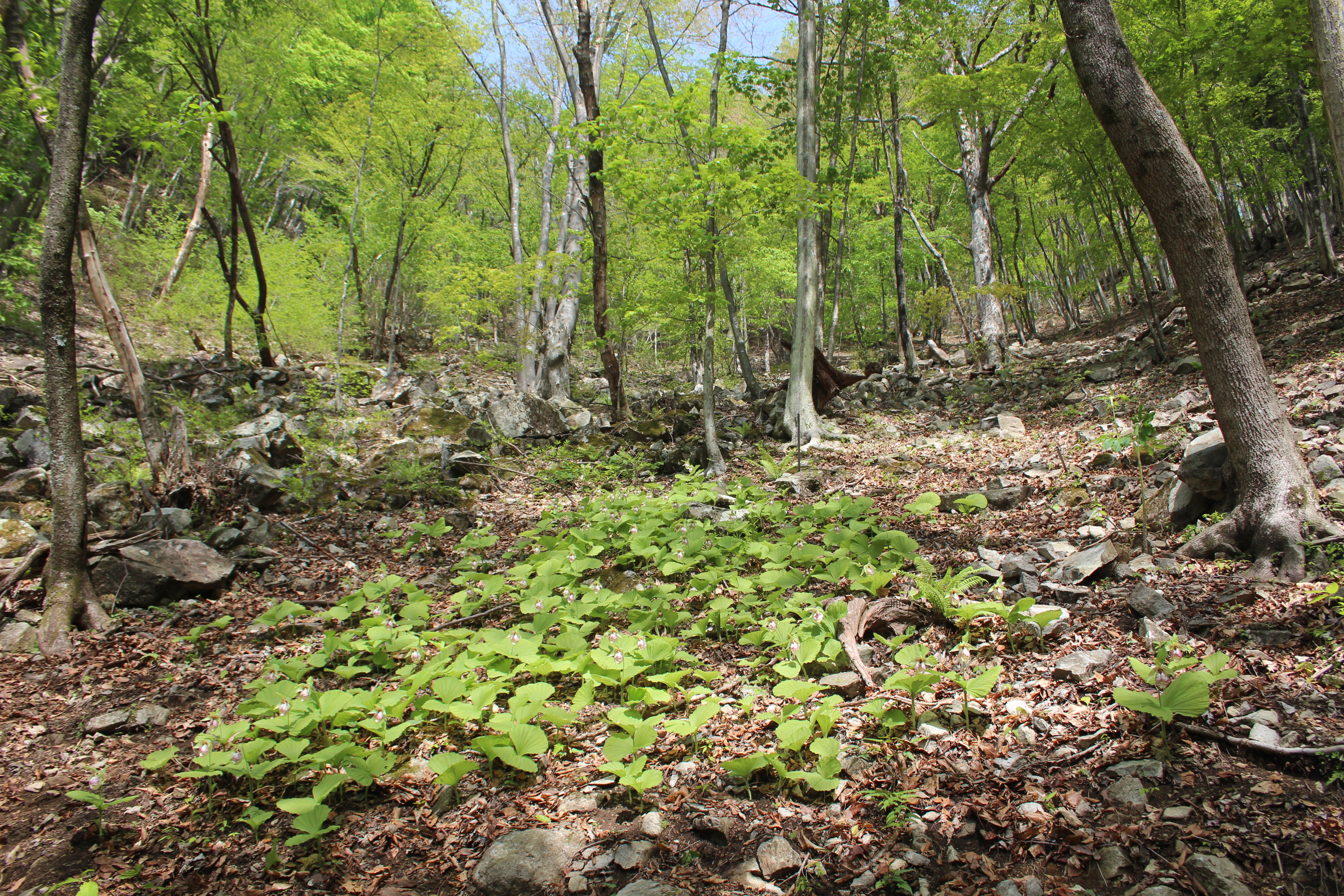
樹林下に自生するクマガイソウの群落

群落がある地域では、住民による保護団体が、開花する5月に観光地として開放しつつ、盗掘を防ぐ活動をしている例がある。
熊谷直実の故地である埼玉県熊谷市では、有志が1979年に「くまがい草保存会」を結成。庭園の星溪園などに植栽したが根付かず、鉢植えなどを除いて絶え、保存会は2014年に解散した。

## 近縁種
台湾産のタイワンクマガイソウ Cypripedium formosanum は地下茎が短く、鉢植えが可能である。